# Le Cheval d'août
Le Cheval d'août est une maison d'édition québécoise fondée en 2014par Geneviève Thibault et située à Montréal. Le Cheval d'août a pour objectif de favoriser les littératures émergentes, il publie trois ou quatre titres par année.

## Histoire
Après avoir travaillé en journalisme et dans l'édition de périodiques, Geneviève Thibault se joint à l'équipe des éditions de La Courte échelle où elle met en place la division La Mèche, « laboratoire de création » dédié à la publication d'œuvres novatrices, à l'hybridation des genres et aux fictions mettant en scène des  personnages atypiques,. Contrainte de quitter la Courte Échelle qui fait faillite en 2014, elle fonde la maison d'édition Le Cheval d'août où elle prend en charge la direction littéraire, en poursuivant l'orientation qu'elle avait donné à La Mèche où elle avait fait découvrir entre autres le roman Et au pire, on se mariera de Sophie Bienvenu qui fut l'une des révélations littéraires de l'année 2012 au Québec. 
C'est d'ailleurs Chercher Sam, le deuxième roman de Sophie Bienvenu, qui sera le premier titre à paraître au Cheval d'août. Reçu favorablement par la critique, ce roman, sera suivi la même année par Les Filles bleues de l'été de Mikella Nicol.
Chaque titre de la collection principale du Cheval d'août est accompagné d'une « citation-cheval » (citation faisant allusion à l'animal) placée au verso de la dernière page de chaque volume. 
Répondant aux questions de la rédactrice d'un blogue d'ICI ARTV, Geneviève Thibault présente sa vision éditoriale en ces termes :
« Chemin faisant, tu prends conscience que tu as une vision éditoriale propre et qu'il y a certains livres qui ne sont publiés nulle part, mais que toi tu mettrais au jour. Et là, tu réalises qu'il n'y a jamais trop d'éditeurs, tant qu'il y a des visions singulières et différentes. »
Geneviève Thibault insiste sur le fait que l'édition est un travail d'équipe qui suppose une étroite collaboration notamment entre les réviseurs, les correcteurs et les auteurs ou autrices. Ainsi, chaque titre qui paraît aux éditions du Cheval d'août s'achève avec la liste des contributeurs, un peu comme le générique de fermeture d'un film.

## Autrices et auteurs publiés
- Sophie Bienvenu
- Maxime Raymond Bock
- Fanny Britt
- Simon Brousseau
- Lula Carballo
- Martina Chumova
- Gabrielle Lisa Collard
- Corinne Larochelle
- Sébastien La Rocque
- Françoise Major
- Mikella Nicol
- Érik Vigneault